# Lillsjön (Stuguns socken, Jämtland)
Lillsjön är en sjö i Ragunda kommun i Jämtland och ingår i Indalsälvens huvudavrinningsområde. Sjön har en area på 0,243 kvadratkilometer och ligger 336,2 meter över havet. Sjön avvattnas av vattendraget Kvarnån.

## Delavrinningsområde
Lillsjön ingår i det delavrinningsområde (700525-147758) som SMHI kallar för Utloppet av Gårsjön. Medelhöjden är 361 meter över havet och ytan är 13,79 kvadratkilometer. Det finns inga avrinningsområden uppströms utan avrinningsområdet är högsta punkten. Kvarnån som avvattnar avrinningsområdet har biflödesordning 2, vilket innebär att vattnet flödar genom totalt 2 vattendrag innan det når havet efter 175 kilometer. Avrinningsområdet består mestadels av skog (81 procent). Avrinningsområdet har 0,56 kvadratkilometer vattenytor vilket ger det en sjöprocent på 4,1 procent.